# Selago trichophylla
Selago trichophylla är en flenörtsväxtart som beskrevs av O.M. Hilliard. Selago trichophylla ingår i släktet Selago och familjen flenörtsväxter. Inga underarter finns listade i Catalogue of Life.